# Barry K. Barnes
Barry K. Barnes, nasceu Nelson Barry Mackintosh Barnes  (27 de dezembro de 1906, Londres, Inglaterra – 12 de janeiro de 1965, Londres, Inglaterra) foi um ator de cinema britânico da era do cinema mudo. Ele atuou em dezesseis filmes entre 1936 e 1947.

## Filmografia selecionada
- Dodging the Dole (1936)
- Return of the Scarlet Pimpernel (1937)
- This Man Is News (1938)
- You're the Doctor (1938)
- Who Goes Next? (1938)
- The Ware Case (1938)
- This Man in Paris (1939)
- The Midas Touch (1940)
- Spies of the Air (1940)
- Law and Disorder (1940)
- Girl in the News (1940)
- Two for Danger (1940)
- Bedelia (1946)
- Dancing with Crime (1947)
- Cup-Tie Honeymoon (1948)